# Río Belgrano
El Belgrano es un río que se encuentra en la provincia de Santa Cruz en la Patagonia, República Argentina. Es afluente del río Chico de Santa Cruz, perteneciendo a la cuenca del río Santa Cruz.
Debe su nombre a Manuel Belgrano (1770 – 1820) quién fuera un intelectual, economista, periodista, político, abogado y militar de las Provincias Unidas del Río de la Plata, actual Argentina, creador de la bandera nacional.

## Recorrido
Nace en la Meseta del Águila, cerca del cerro y del lago homónimo. Confluye en el río Chico, cerca de la localidad de Las Horquetas.